# Spotsylvania Confederate Cemetery

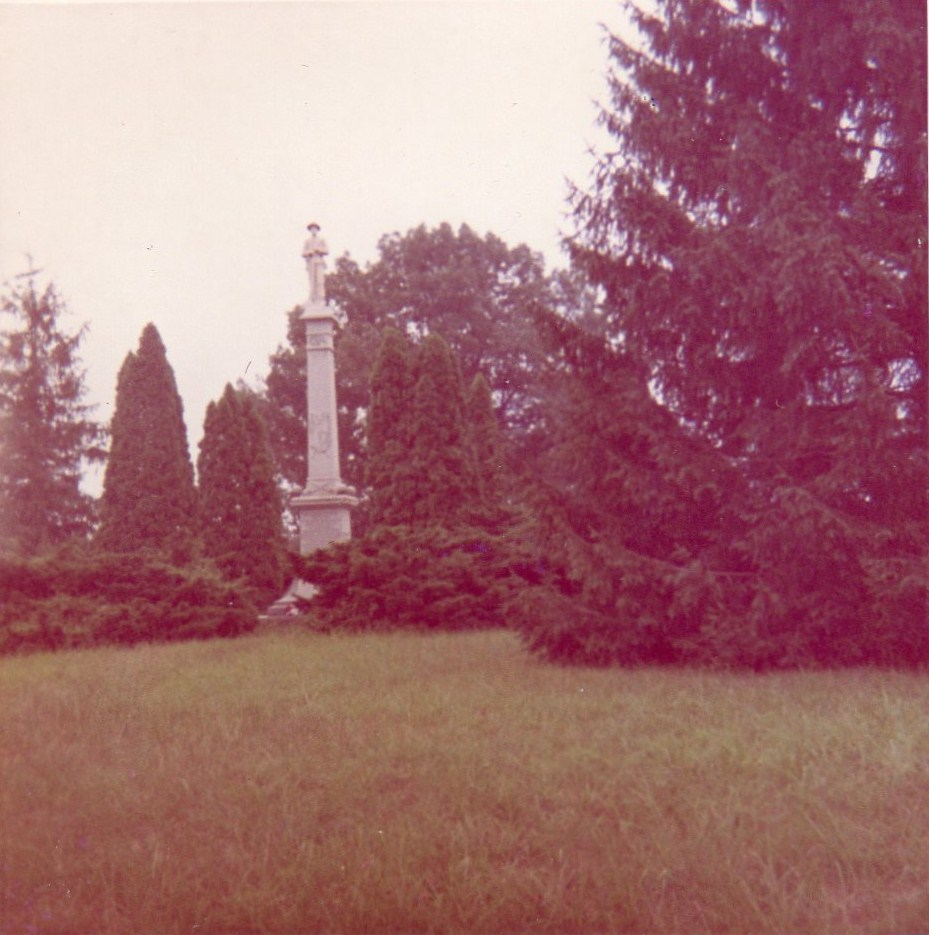
Das Granitsteinmonument im Spotsylvania National Cemetery

Der Spotsylvania Confederate Cemetery ist ein Friedhof im Spotsylvania County, im US-Bundesstaat Virginia, in den Vereinigten Staaten.

## Geschichte
Nach Ende des Sezessionskrieges, blieben viele Tote der Schlacht bei Spotsylvania Court House in konstanter Erinnerung, bedingt durch Hunderte von toten konföderierten Soldaten die in primitiven Gräbern, kreuz und quer über den nahegelegenen Schlachtfeldern verstreut lagen.
Lokale Witwen gründeten daraufhin die Spotsylvania Memorial Association.
1866 kauften sie ein etwa 200 Ar großes Grundstück um die Toten ehrwürdig bestatten zu können. Die Association sorgte für die Wiederbestattung von etwa 600 Soldaten auf diesem Areal. Von denen wurden nur wenige als Unbekannt begraben. Die damalige US-Regierung bewilligte die Finanzmittel und war zuständig für die Lieferung der Grabsteine.
Im Zentrum des Friedhofs wurde ein Granitsteinmonument errichtet, mit einem konföderierten Soldaten, der symbolisch Wache über die Gräber hält.

## Sonstiges
Der Friedhof befindet sich in der Courthouse Road und ist täglich geöffnet.